# Choca-murina
Choca-murina (nome científico: Thamnophilus murinus) é uma espécie de ave pertencente à família dos tamnofilídeos. Pode ser encontrada na Bolívia, Brasil, Colômbia, Equador, Guiana Francesa, Guiana, Peru, Suriname e Venezuela.
Seu nome popular em língua inglesa é "Mouse-colored antshrike".